# 台灣國訓足球隊
台灣國訓足球隊是中華民國國家運動選手訓練中心的足球隊。
早期由中華民國國軍主導，訓練體力、培養團結合作精神之一，以空軍和陸軍足球隊為主。陸光足球隊成立於1960年9月，簡稱陸光。1964年空軍與中華全國足球委員會脫離關係後，則由陸軍取代主導。隨時勢變遷，目前只有培訓入伍服役之國家運動優秀選手。
2000年退出比賽，到了2003年才以「國家儲訓隊」(簡稱：國訓)的身份重返全國男子甲組聯賽。參加國訓隊必須符合中華民國足球協會所提出的資格才可報名，經過甄選，選上方能成為「體育替代役男」。
2018年國訓因台灣兵役制度的改變，役男的役期縮短，靠著借將維持一年，隔年2019因隊員數不足解散，確定走入歷史，繼棒球、排球之後，第3支國訓球隊解散。

## 歷史上的冠名
台灣國訓足球隊曾以企業贊助的名稱參加企業足球聯賽。
- 2006年：富邦金控
- 2007年：墾丁夏都沙灘酒店

## 歷任領隊
- 龐效胥上校：（1960年）
- 張煥龍：（1962年）
- 史高里：（2003年）
- 薛輝雄：（2007年）
- 王家中：（2007年-）

## 球隊榮耀
陸光
全國男子甲組聯賽：
- 亞軍(2次)：1984年，1991年

國軍運動大會
- 冠軍：1966年

國軍全國男子甲組聯賽：
- 季軍(1次)：1999年

國訓
全國男子甲組聯賽：
- 亞軍(2次)：2003年，2007年
- 季軍(1次)：2005年

全國城市足球聯賽
- 殿軍：2015年-2016年

## 2018年球員名單
註釋：國旗表示球員在國際足聯資格規則定義的國家隊。球員可能擁有一個以上非國際足聯國籍。
| 號碼 |          | 位置 | 球員   |
| ---- | -------- | ---- | ------ |
| 1    | 中華民國 | 门将 | 韋聖心 |
| 2    | 中華民國 | 后卫 | 謝孟軒 |
| 3    | 中華民國 | 后卫 | 余易展 |
| 4    | 中華民國 | 后卫 | 周正中 |
| 5    | 中華民國 | 后卫 | 吳啟明 |
| 6    | 中華民國 | 后卫 | 呂力賢 |
| 7    | 中華民國 | 中场 | 陳佳坤 |
| 8    | 中華民國 | 中场 | 曹冠翔 |
| 9    | 中華民國 | 前锋 | 盧卡斯 |
| 10   | 中華民國 | 中场 | 許恆賓 |
| 11   | 中華民國 | 后卫 | 凌文瑞 |
| 12   | 中華民國 | 前锋 | 郭祖豪 |
| 13   | 中華民國 | 后卫 | 何建華 |
| 14   | 中華民國 | 中场 | 廖義仕 |
| 15   | 中華民國 | 后卫 | 何主偉 |
| 16   | 中華民國 | 中场 | 陳定暐 |
| 17   | 中華民國 | 后卫 | 蕭丞宏 |
| 18   | 中華民國 | 中场 | 李宗陽 |

| 號碼 |          | 位置 | 球員   |
| ---- | -------- | ---- | ------ |
| 19   | 中華民國 | 后卫 | 藍政儒 |
| 20   |          | 中场 | 狄克森 |
| 21   | 中華民國 | 门将 | 段霱   |
| 22   |          | 中场 | 班尼爾 |
| 23   |          | 中场 | 摩根   |
| 24   | 中華民國 | 后卫 | 鄭瑋傑 |
| 25   | 中華民國 | 后卫 | 蘇嘉雄 |
| 26   | 中華民國 | 后卫 | 鐘佳哲 |
| 27   | 中華民國 | 中场 | 趙廷傑 |
| 28   | 中華民國 | 中场 | 吳永鴻 |
| 29   | 中華民國 | 门将 | 洪彥翔 |
| 30   | 中華民國 | 中场 | 吳國吉 |
| 31   | 中華民國 | 中场 | 陳昭安 |
| 32   | 中華民國 | 中场 | 薩宜軍 |
| 33   | 中華民國 | 中场 | 許展齊 |
| 34   |          | 中场 | 鄭智明 |
| 35   | 中華民國 | 中场 | 郭耀華 |

## 職員名單
- 領隊︰呂裕雄
- 總教練︰彭武松
- 管理︰林曉民

## 註腳
1. ↑  台灣為徵兵制。
2. ↑  國軍運動大會成立於1950年(民國39年)~1994年(民國83年)為止，每屆舉行的日期和間隔的年數都不一定，共18屆，目前已停止。

## 資料來源
- 郭慎，1999年6月，〈軍中體育發展之研究〉台北:行政院體委會編印
- 吳俊賢，2006年3月，〈近代台灣足球運動的繼起與沒落(1945-1970)〉屏東：錦繡中華企業社。

## 外部連結
|-
!
(已停辦)
|-
|
| 甲組聯賽賽季：1993 \| 1994 \| 1995 \| 1996 \| 1997 \| 1998 \| 1999 \| 2000 \| 2001 \| 2002 \| 2003 \| 2004 \| 2005 |
| 企業足球聯賽賽季：2006 \| 2007 \| 2008                                                                             |
| 現役球隊：台電 \| 大同 \| 國訓 \| 富邦 \| 鴻鑫北體 \| 悍創 \| Molten佐儀\| 義聯集團                                |
| 已解散球隊：台北銀行 \| 飛駝                                                                                       |